# حقوق الإنسان في الهند
تُعتبر الحقوق الإنسانية مسألة معقدة في الهند على الرغم من كونها أكبر جمهورية ديمقراطية ذات سيادة وعلمانية في العالم، ويعود ذلك إلى الحجم الكبير للبلاد وتعدادها السكاني الهائل، والفقر المنتشر والافتقار إلى التعليم المناسب، بالإضافة إلى التنوع الثقافي الموجود فيها. تنص بنود دستور الهند على الحقوق الأساسية التي تشمل حرية الاعتقاد وحرية التعبير والفصل بين السلطة التنفيذية والقضائية، وحرية الحركة داخل البلاد وخارجها، وتتمتع دولة الهند بجهاز قضائي مستقل، وهيئات مخصصة للنظر في قضايا حقوق الإنسان.
يقبل تقرير هيومن رايتس ووتش لعام 2016 جميع هذه الصلاحيات المذكورة، علمًا أنه يشير إلى أن الهند لديها «مخاوف جدية بشأن حقوق الإنسان، إضافة إلى تعرض فئات المجتمع المدني للمضايقة؛ ومنتقدي الحكومة للترهيب والدعاوى القضائية، وهوجمت (حرية التعبير) من قبل الدولة والفئات ذات المصالح، واتهمت الأقليات المسلمة والمسيحية السلطات بعدم بذل ما يكفي لحماية حقوقهم، علمًا أنه قد تم التركيز بشكل أكبر على حقوق الأقليات وحرية التعبير في السنوات الأخيرة، ولم تُلغ الحكومة القوانين التي تمنح الموظفين الحكوميين وقوات الأمن الحصانة من المقاضاة في حالات إساءة المعاملة».

## استخدام الشرطة للتعذيب
قدر المركز الآسيوي لحقوق الإنسان موت حوالي أربعة أشخاص يوميًا أثناء احتجازهم لدى الشرطة في الفترة الممتدة من عام 2002 وحتى 2008، وتعود «المئات» من هذه الوفيات إلى استخدام الشرطة للتعذيب. تصل نسبة الضباط الذين استخدموا الاعتداء الجسدي أو العقلي على السجناء وفق التقرير الذي كتبه معهد إدارة السجون في بنجاب إلى 50%، إذ وُثقت حالات التعذيب في بنغال الغربية مثل عدم توفر المرافق الصحية والحيز والمياه.

## العنف الديني
سادت النزاعات الطائفية بين الجماعات الدينية في الهند منذ استقلالها عن الحكم البريطاني، وتطورت أثناء تقسيم الهند إلى أعمال شغب عنيفة واسعة النطاق أودت بحياة الكثير من الناس. تُشير بعض التقديرات إلى موت أكثر من 2000 شخص من السيخ على يد أعضاء حزب المؤتمر الوطني الهندي العلماني في عام 1984، وقد حصلت أعمال شغب أخرى مثل مذبحة هاشمبورا وأعمال شغب بومباي التي تم القتل فيها بناءً على طلب قادات الكونغرس مثل جاغديش تايتلر، هذا الأمر الذي دفع رئيس الوزراء السابق مانموهمان سينغ إلى الاعتذار في لوك سابها عن تورط أعضاء الكونغرس في هذه الأعمال.
حصلت حوادث أقل وطأةً في العديد من المدن والقرى مثل مقتل خمسة أشخاص في ماو في ولاية أوتار براديش خلال أعمال شغب بين الهندوس والمسلمين، ومذبحة ماراد في عام 2002؛ فضلًا عن بعض أعمال الشغب الإسلامية الأخرى التي نُفذت من قبل المسلمين التاميل.

## مواضيع ذات صلة
شهدت الهند المعاصرة انخفاضًا في تأثير الطائفية، ويرجع هذا الانخفاض جزئيًا إلى انتشار التعليم -الذي كان له تأثيرًا ديمقراطيًا على النظام السياسي- في جميع طوائف المجتمع، وقد أكدت منظمة العفو الدولية على أن «تقع مسؤولية سن وتطبيق الأحكام القانونية ضد التمييز على أساس الطائفة والنسب على عاتق الحكومة الهندية بالكامل».
على الرغم من إلغاء الحكومة «قانون القبائل الإجرامية (1871)»، ووضعها لقانون «المعتادين على الجريمة (1952)»، فقد بقيت القبائل غير المُعلن عنها في الهند، إضافة إلى العديد من القبائل البدوية التي يبلغ عدد سكانها 60 مليون نسمة تواجه وصمة عار اجتماعية وصعوبات اقتصادية.

## حرية التعبير
احتلت الهند في عام 2010 وفقًا لتقديرات (مراسلون بلا حدود) على مقياس يمتد من الصفر (الأكثر حرية) إلى 105 (الأقل حرية) المرتبة 122 في حرية الصحافة على مستوى العالم، ووصلت إلى المرتبة 140 (40.34 من 105) في عام 2014، وهي تُعتبر أحد أفضل المراتب في المنطقة. ينص الدستور الهندي على «الحق في حرية التعبير» الخاضعة للعديد من القيود بموجب بنود فرعية من ضمنها «سيادة الهند وسلامتها، وأمن الدولة والعلاقات الودية مع الدول الأجنبية والنظام العام، والحفاظ على الكرامة والأخلاق؛ وذلك بالأمور التي تتعلق بحرمة المحكمة أو التشهير أو التحريض على الجريمة».
بقيت سيطرة الدولة على وسائل الإعلام العائق الرئيسي لحرية الصحافة، إذ ذكرت أنديرا غاندي في عام 1975 أن «إذاعة كل الهند هي جهاز حكومي وستبقى جهازًا حكوميًا»، ولكن ازدهرت سيطرة القطاع الخاص على وسائل الإعلام مع بدء التحرير في التسعينيات، الأمر الذي أدى إلى زيادة استقلالية وسائل الإعلام بالتوازي مع زيادة التدقيق من قبل الحكومة.

## حقوق المثليين في الهند
اعتبرت محكمة دلهي العليا ممارسة المثلية الجنسية إجرامًا وفق تفسيرات المادة 377 الغامضة من قانون العقوبات الهندي البالغ 150 عامًا، وبقي الأمر كذلك حتى ألغى خمسة قضاة دستوريين من المحكمة العليا تجريم ممارسة المثلية الجنسية والتمييز القائم على أساس الميول الجنسية في 6 سبتمبر عام 2018.

## حسب الولاية

### آسام
اعتُقل بحسب تقرير هيومن رايتس ووتش صحفيين ونشطاء لحقوق الإنسان بسبب بلاغات كاذبة عن انتهاكات لحقوق الإنسان، إذ تُعتبر آسام من أولى الولايات التي ارتكبت فيها الهند انتهاكات لحقوق الإنسان، وقد ذكرت منظمة «فريدوم هاوس» في تقريرها لعام 2013 عن تعرض الصحفيين في المناطق الريفية والمناطق التي تتصدى لحالات التمرد -بما في ذلك آسام- للخطر ومواجهتهم للضغوط من كلا الطرفين المتنازعين.

### بنجاب
شاركت ولاية بنجاب من عام 1984 وحتى 1994 في الصراع على السلطة بين حركة خاليستان الانفصالية المتشددة وقوات الأمن الهندية، إذ ردت الحكومة الهندية على تمرد البنجاب المتصاعد بإطلاق عملية بلو ستار عام 1984، والتي أسفرت عن مقتل مئات المدنيين والمقاتلين والجنود واغتيال رئيسة الوزراء أنديرا غاندي على يد حراس السيخ.
تبنت قوات أمن الدولة طبقًا لتقرير هيومن رايتس ووتش «أساليب وحشية بشكل متزايد لوقف التمرد مثل الاعتقالات التعسفية والتعذيب والاحتجاز لفترات طويلة دون محاكمة وحالات الاختفاء وقتل المدنيين والمسلحين المشتبه بهم دون محاكمة»، إذ ردت المنظمات المسلحة العنف بالعنف.

### جامو وكشمير
أبلغت العديد من الوكالات الدولية ومن بينها الأمم المتحدة عن انتهاكات لحقوق الإنسان في جامو وكشمير، وقد صرح المتحدثون باسم مكتب المفوض السامي في بيان صحفي بأن «مكتب المفوض السامي لحقوق الإنسان يشعر بالقلق حول الاحتجاجات العنيفة التي تديرها الحكومة مؤخرًا في كشمير، إذ أدت هذه الاحتجاجات إلى وقوع إصابات بين المدنيين فضلًا عن تقييد الحق في حرية التجمع والتعبير».
اتهمت تقارير هيومن رايتس ووتش الجيش الهندي والقوات شبه العسكرية المدعومة من قبل الحكومة الهندية «بارتكاب انتهاكات جسيمة واسعة النطاق على حقوق الإنسان في كشمير»، و«استخدام الاغتصاب كوسيلة لمعاقبة المجتمعات وإذلالها». أدانت العديد من منظمات حقوق الإنسان مثل منظمة العفو الدولية وهيومن رايتس ووتش انتهاكات حقوق الإنسان الحاصلة في كشمير، وطلبت من الحكومة الهندية إلغاء قانون السلامة العامة الذي يقول إن «الشخص الموقوف قد يبقى رهن الاعتقال لمدة أقصاها سنتين بدون أمر من المحكمة».

## حقوق المرأة المسلمة في الهند
يُعتبر نظريًا عدم التمييز بين الجنسين أحد الهواجس الهامة في الهند، ولكن من الناحية العملية فإن المرأة المسلمة هي واحدة من المجموعات الرئيسية المحرومة من حقوق المساواة، والتي استقت معاناتها من أسباب ثقافية ودينية مثل المعتقدات الإسلامية واليهودية- المسيحية والتفسيرات الذكورية للقرآن.

## قانون الأحوال الشخصية وعدم المساواة
تعاني المرأة المسلمة من عدم المساواة بين الجنسين في العمل وفقًا لقانون الأحوال الشخصية على الرغم من وجود اعتراف رسمي في الحقوق بالدستور، إذ يعطي هذا القانون مكانة أقل للمرأة العاملة، مما أثار الحاجة إلى الإصلاح القانوني.